# Whigs
Whigs (singular: whig) är det populära namnet på ett politiskt parti i Storbritanniens nyare historia. Partiet är en föregångare till det aktuella partiet Liberaldemokraterna.

## Etymologi
Namnets härledning är omstridd; ursprungligen har det varit ett öknamn, givet av politiska motståndare. Whigs har härletts både från det högskotska ordet "whig gam", ett lystringsrop, som skotska bönder använde till sina hästar, och från ordet "whey", namnet på surmjölk bland låglandsbefolkningen i västra Skottland, och flera andra förklaringsförsök har gjorts. Först användes ordet som beteckning för häst- och boskapstjuvar i Skottland, sedan för den presbyterianska sakens anhängare under de skotska partistriderna.
Som benämningar på politiska partier i England dyker orden whig och tory sannolikt tidigast upp 1679 under partistriden om den romersk-katolske prins Jakobs uteslutande från tronföljden. Anhängarna av uteslutningsbillen, petitioners, som innan kallats lantpartiet, gavs då av motpartiet öknamnet whigs och jämställdes alltså med presbyterianska skotska upprorshopar. Själva kallade whigs sina motståndare (även benämnda abhorrers) för tories, och jämförde dem alltså med romersk-katolska irländska fredlösa.

## Historia
Förutom i tronföljdsfrågan skilde de sig åt genom att whigs betonade parlamentets rättigheter och krävde religionsfrihet för dissenter, medan tories förfäktade kronans ärvda privilegier och var motståndare mot dissenternas krav på religionsfrihet. Själva meningslösheten i partinamnen underlättade deras bibehållande, även sedan dessa tvistefrågor som ursprungligen skilde partierna åt avlösts av andra. Efter Jakob II:s anfall mot högkyrkan, drevs de flesta tories in i oppositionens läger, och efter 1688 års revolution blev endast en liten flygel ytterlighetsmän den avsatte kungen trogen (de kallades vanligen jakobiter).
Whigs, som varit de ledande vid revolutionen och hade sina anhängare främst bland de stora godsägare, men även bland städernas köpmän och hantverkare, argumenterade däremot för ett fortsättande av kriget. Under Vilhelm III:s regering hade whigs övertaget i regeringen (särskilt från 1693 under Somers och Montagu), så även, efter en kortare toryreaktion, under större delen av Annas regering (lord Sunderland, Sidney Godolphin).
Ett omslag till tories förmån inträdde 1710 (Oxford, Bolingbroke), men efter huset Hannovers tronbestigning behärskade åter whigs (Robert Walpole, Henry Pelham, William Pitt d.ä.) en lång tid framåt parlamentet, inte minst genom korruption. Även kungamakten, såg i dem ett stöd för den tyska protestantiska dynastin med vissa engelska rötter, mot de jakobitiska sympatier, som vunnit insteg bland tories.
Med Georg III:s tronbestigning (1760) fick toryriktningen ny styrka, frigjord som den nu blivit från huset Stuarts hopplösa sak och gynnad av den inre splittringen bland de ledande högförnäma whigfamiljerna. Tories stred nu för det kungliga prerogativet mot whigs parlamentariska strävanden, vilka stöddes av de stora jordägarnas starka inflytande i underhuset genom den korruptionsmakt, som dessa utövade i de många små valkretsarna ("rotten boroughs"). Till makten kom tories 1770 med lord North, de förlorade den genom sin envishet i fullföljandet av kriget mot de nordamerikanska kolonisterna, med vilka whigs (Pitt d.ä., Charles James Fox) påyrkade fredlig uppgörelse.
Kombinationen Fox-North 1782-1783 blev snart ohållbar, och en lång maktperiod för tories följde (William Pitt d.y.), i samband varmed under franska revolutionens återverkan bägge partierna började modifiera sina grundsatser. Tories uppträdde nu som det bestående försvarare mot revolutionära omstörtningar och vann därvid stöd hos flera av de ledande whigfamiljerna; inom whigs började en vänsterflygel påyrka parlamentsreform, och partiet visade tidtals stor obenägenhet för att fortsätta kriget mot revolutionens och Napoleon I:s Frankrike.
Med två korta avbrott (1801-1804 och 1806-1807) satt tories nu vid makten till 1830 (Pitt d.y., hertigen av Portland, Spencer Perceval, lord Liverpool, George Canning, lord Goderich, hertigen av Wellington), men från 1822 modererades partiets starka konservatism genom Cannings och Peels inträde i kabinettet. Oemotståndligheten av kravet på parlamentsreform störtade tories (1830), och reformen genomfördes 1832 av en whigministär (Lord Grey). Denna reform rubbade ohjälpligt själva grundvalarna för den äldre partigrupperingen, i det att "rotten boroughs" försvann och städernas medelklass fick väsentligt ökat inflytande.
Det gamla torypartiet föryngrades av Peel samt började från 1834 allt oftare kallas det konservativa partiet; whigs (lord Melbourne, lord Palmerston) å sin sida fick inom sitt parti alltmer maka åt sig för mera frisinnade element (lord John Russell), tills på 1860-talet det officiella antagandet av namnet det liberala partiet (William Ewart Gladstone) blev det yttre tecknet på partiets ändrade karaktär. Bland de konservativa hade nya romantisk-demokratiska strömningar på 1840-talet framträtt med "Unga-England"-rörelsen (se Benjamin Disraeli), och Peels avskaffande av spannmålstullarna 1846 vållade kort därpå en djupgående splittring inom partiet i en protektionistisk fraktion (Bentinck) och de så kallade peeliterna, av vilka flera småningom med Gladstone i spetsen uppgick i det liberala partiet.
Namnet whig har sedan 1860-talet uteslutande använts om detta partis högra flygel, särskilt om dess högadliga medlemmar. Med lord Hartington (senare hertig av Devonshire) innehade dessa whigs några få år (1875-1880) partiledningen, men undanträngdes sedan av den till politiken återkomne Gladstone och partiets radikala flygel (Joseph Chamberlain, Bright); flertalet bland dessa whigs bröt på grund av Gladstones Home rule-politik 1885 med partiet och bildade (med Chamberlain) det liberal-unionistiska partiet, som med åren alltmer närmat sig de konservativa. Dessa sistnämndas demokratisering hade påbörjats av Disraeli och fullföljdes genom den nya torydemokrati, som under lord Randolph Churchill (se Fjärde partiet) med partichefen lord Salisburys medgivande under 1880-talet inom partiet undanträngde den gamla toryriktningens epigoner.